# Хроновят Михайло
Миха́йло Хроновя́т  (18 січня 1894, Риботичі — 1981, Лос-Анджелес) — український громадський, кооперативний та військовий діяч, інженер-агроном.

## Біографія
Народився 18 січня 1894 року в селі Риботичі Добромильського повіту (Галичина). 1915 року закінчив Державну гімназію з українською мовою навчання в Перемишлі. Пізніше студіював у Чехії.
Вояк Армії УНР, 3-тя Залізна стрілецька дивізія Армії УНР.
З 1926 року на керівних посадах «Маслосоюзу» в Галичині (з 1932 року член дирекції; 1937 року — один із трьох директорів); голова «Сокола-Батька» у Львові (1934—1939), член головної ради «Сільського господаря», Товариства «Просвіта» та ін. Член Українського технічного товариства. 1930 року обраний до правління товариства.
За війни 1940—1941 керманич господарчого відділу УЦК в Кракові. 1943—1945 член Військової Управи Дивізії Ваффен-СС «Галичина». На еміграції в Німеччині — доцент Українського технічно-господарського інституту.
З 1953 року в Клівленді та Лос-Анджелесі (США), де й помер.